# Listă de lucrări de comedie științifico-fantastică
Comedia științifico-fantastică este un subgen al științifico-fantasticului sau al fanteziei științifice care exploatează convențiile genului științifico-fantastic prin efectul comic.
Aceasta este o listă de lucrări de comedie științifico-fantastică:

## Filme
- Voiajul în lună (1902) de Georges Méliès
- Femeia invizibilă (1940), regia A. Edward Sutherland, scenariul Robert Lees, Frederic I. Rinaldo și Gertrude Purcell
- Abbott și Costello contra Frankenstein (1948), regia Charles Barton, scenariul Robert Lees și John Grant
- S-a furat o bombă (1962), regia și scenariul Ion Popescu-Gopo
- Aventurile lui Buckaroo Banzai (1984), regia W. D. Richter, scenariul Earl Mac Rauch
- Înapoi în viitor (1985), regia Robert Zemeckis, scenariul Dean Cundey

## Seriale TV
- A treia planetă de la Soare (1996–2001)
- Aaron Stone (2009–2010, SUA/Canada)
- Adventures of Don Quick, The (1970, UK)
- ALF (franciză):
  - ALF: The Animated Series (1987–1989, ALF spin-off, animație)
  - Project ALF (1996, ALF sequel, film)
  - ALF (1986–1990)
- Alien News Desk (2019, animație)
- Aliens in the Family (1996)
- Amazing Screw-On Head, The (2006, episod pilot, animație)
- Andro-Jäger, Der (1982–1984, Germania)
- Android Announcer Maico 2010 (1998, Japonia, animație)
- Angel Links (1999, Japonia, animație)
- Archie (franciză) (elemente de științifico-fantastic):
  - The Archie Show (1968–1969, animație)
  - Archie's TV Funnies (1971–1973, animație)
  - New Archie and Sabrina Hour, The (1977, animație)
  - New Archies, The (1987, animație)
  - Archie: To Riverdale and Back Again (1990, film)
  - Archie's Weird Mysteries (1999–2000, animație)
- Astronauts (1981, Regatul Unit)
- Attack of the Killer Tomatoes: The Animated Series (1990–1992, animație)
- Avenue 5 (2020–2022)
- Batman (franciză):
  - Batman (1966–1968)
  - Batman: The Brave and the Bold (2008–2011, animație)
- Battletoads (1992, Canada/SUA, special, pilot, animație)
- BrainDead (2016)
- Bucky O'Hare and the Toad Wars (1991, Regatul Unit/SUA, animație)
- Captain Simian & the Space Monkeys (1996–1997, animație)
- Cavemen (2007) (elemente de science fiction)
- Chobits (2002, Japonia, animație)
- Chronicle, The (2001–2002) (elemente de science fiction în unele episoade)
- Clone (2008, Regatul Unit)
- Code 404 (2020–2022, Regatul Unit)
- Come Back Mrs. Noah (1977–1978, Regatul Unit)
- Cosmic Quantum Ray (2009, Germania, animație)
- Courage the Cowardly Dog (1999–2002, animație) (elemente de science fiction în unele episoade)
- Coyote Ragtime Show (2006, Japonia, animație)
- Dallas & Robo (2018, animație)
- Dan Vs. (2011–2013, animație) (elemente de science fiction în unele episoade)
- Dans une galaxie près de chez vous a.k.a. In a galaxy near you (1998–2001, Canada)
- Darkwing Duck (1991–1992, animație) (elemente de science fiction în some episodes)
- Dexter's Laboratory (franciză):
  - Dexter's Laboratory a.k.a. Dexter's Lab (1996–2003, animație)
  - Dial M for Monkey (1996–1999, Dexter's Laboratory backup segment, animație)[2]
  - Justice Friends, The (1996–1998, Dexter's Laboratory backup segment, animație)[3]
- Dirty Pair (1985, Japonia, animație)
- Doraemon (franciză):
  - Doraemon (1973, Japonia, animație)
  - Doraemon (1979–2005, Japonia, animație)
  - Doraemon (2005–present, Japonia, animație)
- Dr. Slump (franciză):
  - Dr. Slump – Arale-chan (1981–1986, Japonia, animație)
  - Doctor Slump (1997–1999, Japonia, animație)
- Eureka (2006–2012)
- Evil Con Carne (2003–2004, animație)
- Excel Saga (1999–2000, Japonia, animație)
- Family Guy (1999–present, animație) (franciză) (elemente de science fiction în unele episoade):
  - Blue Harvest (2007, episode, animație)
  - Something, Something, Something, Dark Side (2010, episode, animație)
  - It's a Trap! (2011, episode, animație)
- Family's Defensive Alliance, The (2001, Japonia, animație)
- Far Out Space Nuts (1975–1976)
- Final Space (2018–2021, animație)
- Freezing (2011–2013, Japonia, animație)
- Frisky Dingo (franciză):
  - Frisky Dingo (2006–2008, animație)
  - Xtacles, The (2008, spin-off, animație)
- Futurama (1999–2003, 2008–2013, animație)
- Future Man (2017–2020)
- Galaxy Angel (franciză):
  - Galaxy Angel (2001–2002, Japonia, animație)
  - Galaxy Angel Z (2002, Japonia, animație)
  - Galaxy Angel A (2002, Japonia, animație)
  - Galaxy Angel AA (2003, Japonia, animație)
  - Galaxy Angel S (2003, Japonia, special, animație)
  - Galaxy Angel X (2004, Japonia, animație)
  - Galaxy Angel Rune (2006, Japonia, animație)
- Garth Marenghi's Darkplace (2004, UK)
- Gate Keepers (2000, Japonia, animație)
- Gilligan's Planet (1982–1983, animație)
- Gintama (franciză):
  - Gintama (2006–2010, Japonia, animație)
  - Yorinuki Gintama-san (2010–2011, Japonia, animație)
  - Gintama' (2011–2013, Japonia, animație)
- Goodnight Sweetheart (1993–1999, UK)
- Harrison Bergeron (1995, film)
- Harvey Birdman, Attorney at Law (2000–2007, animație)
- Hilarious House of Frightenstein, The (1971, Canada)
- Hitchhiker's Guide to the Galaxy, The (1981, UK)
- Holmes & Yo-Yo (1976–1977)
- Homeboys in Outer Space (1996–1997)
- Honey, I Shrunk the Kids (1997–2000)
- Hyper Police (1997, Japonia, animație)
- Hyperdrive (2006–2007, UK)
- Ijon Tichy: Space Pilot (2007, Germania)
- Invader Zim (2001–2002, 2006, animație)
- Infinite Stratos (2011–2013, Japonia, animație)
- It's About Time (1966–1967)
- Jetsons, The (1962–1963, 1985–1987, animație)
- Jimmy Two-Shoes (2009–2011, Canada/UK/US, animație)
- Jing: King of Bandits (2002, Japonia, animație)
- Johnny Test (2005–2014, animație)
- Kinvig (1981, UK)
- Lab Rats (2008, UK) (elemente de science fiction)
- League of Super Evil a.k.a. L.O.S.E. (2009–2012, Canada, animație)
- Lego Star Wars: The Quest for R2-D2 (2009, film, animație)
  - Lego Star Wars: The Padawan Menace (2011, special, animație)
- Lost in Space (1965–1968)
- Lost Saucer, The (1975–1976)
- Luna (1983–1984, UK)
- Mahoromatic (franciză):
  - Mahoromatic: Automatic Maiden (2001–2002, Japonia, animație)
  - Mahoromatic: Something More Beautiful (2002–2003, Japonia, animație)
- Marvin Marvin (2012–2013)
- Medabots a.k.a. Medarot (1999–2001, Japonia, animație)
- Meego (1997)
- Metal Fighter Miku (1994, Japonia, animație)
- Metal Mickey (1980–1983, UK)
- Mighty Boosh, The (2004–2007, UK) (elemente de science fiction in some episodes)
- Mike and Angelo (1989–2000, UK)
- Mork & Mindy (1978–1982)
- My Favorite Martian (franciză):
  - My Favorite Martian (1963–1966)
  - My Favorite Martians (1973–1975, animație)
- My Hero (2000–2006, UK)
- My Life as a Teenage Robot (2002–2006, animație)
- My Living Doll (1964–1965)
- My Parents Are Aliens (1999–2006, UK)
- Mystery Science Theater 3000 a.k.a. MST3K (1988–1999)
- Nadesico (franciză):
  - Martian Successor Nadesico a.k.a. Mobile Battleship Nadesico a.k.a. Nadesico (1996–1997, Japonia, animație)
  - Gekiganger III (1996–1997, Japonia, clips within Martian Successor Nadesico, animație)
- Neighbors, The (2012–2014)
- NieA 7 a.k.a. NieA under 7 (2000, Japonia, animație)
- No Ordinary Family (2010–2011)
- Not with a Bang (1990, UK)
- Orville, The (2017–present)
- Other Space (2015)
- Out of This World (1987–1991)
- Outer Space Astronauts (2009, partly animație)
- Owl, The a.k.a. La Chouette (2003–2006, France, shorts, animație) (elemente de science fiction în episodul Flying Saucer)
- Ozzy & Drix a.k.a. The Fantastic Voyage Adventures of Osmosis Jones & Drixenol (2002–2004, animație)
- Phil of the Future (2004–2006)
- Plastic Man (franciză):
  - Plastic Man (2006, pilot, animație)
  - Plastic Man Comedy/Adventure Show, The (1979–1981, animație)
  - Mighty Man and Yukk (1979–1980, Plastic Man Comedy/Adventure Show, The segment, animație)
  - Rickety Rocket (1979–1980, Plastic Man Comedy/Adventure Show, The segment, animație)
- Powerpuff Girls, The (1998–2005, animație)
- Quark (1977–1978)
- Ray the Animation (2006, Japonia, animație)
- Red Dwarf (1988–1999, 2009–2017, UK)
- Rick and Morty (2013–present, animație)
- Robot Chicken (2005–present, stop-motion animation) (elemente de science fiction in this and this episode)
- Robotboy (2005–2008, UK/France/US, animație)
- Robotomy (2010, animație)
- Saber Marionette (franciză):
  - Saber Marionette J (1996–1997, Japonia, animație)
  - Saber Marionette J to X (1998–1999, Japonia, animație)
- Sealab 2021 (2000–2005, animație)
- Second Hundred Years, The (1967–1968)
- Sgt. Frog (2004–2011, Japonia, animație)
- Small Wonder (1985–1989)
- Solar Opposites (2020–present, animație)
- Space Battleship Tiramisu (2018, Japonia, animație)
- Space Ghost Coast to Coast a.k.a. SGC2C (1994–2001, Space Ghost parody, animație)
- Spaceballs: The Animated Series (2008, animație)
- Space Dandy (2014, Japonia, animație)
- Spaced Out (2002, France/Canada, animație)
- Spliced (2010–2011, Canada, animație)
- Starhyke (2011, UK)
- Star Trek: Lower Decks (2020–present, animație)
- Strangerers, The (2000, UK)
- Tenchi Muyo! (franciză) (elemente de science fiction):
  - Tenchi Universe (1995, Japonia, animație)
  - Tenchi in Tokyo (1997, Japonia, animație)
  - Tenchi Muyo! GXP (2002, Japonia, animație)
- Tick, The (franciză):
  - Tick, The a.k.a. Tick: The Animated Series, The (1994–1996, animație) (elemente de science fiction in some episodes)
  - Tick, The (2001–2002) (elemente de science fiction)
- Time Squad (2001–2003, animație)
- Titan Maximum (2009, stop-motion animation)
- Tripping the Rift (2004–2007, Canada, animație)
- Unnatural History (2010, US/Canada, anthology) (elemente de science fiction in some episodes)
- Wallace and Gromit (franciză):
  - A Grand Day Out a.k.a. A Grand Day Out with Wallace and Gromit (1989, UK, stop-motion animation, film)[4]
  - Shaun the Sheep (2007–2010, Wallace and Gromit spin-off, UK, stop-motion animation) (elemente de science fiction in The Visitor, Shaun Encounters and Cat Got Your Brain episodes)
- Weird City (2019)
- Whatever Happened to Robot Jones? (2002–2003, animație)
- Woops! (1992)
- Yin Yang Yo! (2006–2009, US/Canada, animație)
- Zombieland (2013, pilot)

## Animații
- Gintama de Hideaki Sorachi (manga și anime)
- Urusei Yatsura
- Dr Slump
- FLCL
- Tenchi Muyo!

## Romane
Asocierea comediei cu imaginația nu este nouă. Astfel, de exemplu, Cyrano de Bergerac, în Statele Lunii din 1649, amestecă ceea ce am numi astăzi aventurie spațiale cu descoperiri precum păsările care cad prăjite de îndată ce sunt lovite cu o arbaletă specială, sau viermii folosiți pentru a plăti hotelierii.
- Marțieni, cărați-vă acasă (de Fredric Brown)
- Seria Ghidul autostopistului galactic (de Douglas Adams)

## Povestiri și nuvele
Un exemplu timpuriu este nuvela din 1874 a lui Jules Verne, O fantezie a doctorului Ox, în care un om de știință nebun, doctorul Ox, provoacă un delir într-un sat pașnic din Flandra.
Exemple de ficțiune scurtă de comedie științifico-fantastică: 
- „A șaptea victimă” (1953) de Robert Sheckley
- „Ceva pe gratis” (1954) de Robert Sheckley
- „Un bilet pentru Tranai” (1955) de Robert Sheckley
- „How to Talk to Girls at Parties” („Cum să vorbești cu fetele la petreceri”, 2006) de Neil Gaiman

## Jocuri video
- Giants: Citizen Kabuto
- Ratchet and Clank
- Space Quest
- MDK 2
- Portal și Portal 2